# Black Country (album)
Black Country je debutové album britsko-americké rockové superskupiny Black Country Communion. Album bylo vydáno v Evropě 20. září 2010 a ve Spojených státech o den později.

## Seznam skladeb
1. "Black Country"
2. "One Last Soul"
3. "The Great Divide"
4. "Down Again"
5. "Beggarman"
6. "Song of Yesterday"
7. "No Time"
8. "Medusa" (originally performed by Trapeze)
9. "The Revolution in Me"
10. "Stand (At the Burning Tree)"
11. "Sista Jane"6:55
12. "Too Late for the Sun"

## Sestava
- Glenn Hughes – zpěv, baskytara
- Joe Bonamassa – kytara, doprovodný zpěv
- Jason Bonham – bicí, perkuse
- Derek Sherinian – klávesy